# Санс
Санс (фр. Sens) град је у Француској, у департману Јон.
По подацима из 1999. године број становника у месту је био 26.904.

## Демографија
| 1962.  | 1968.  | 1975.  | 1982.  | 1990.  | 1999.  | 2011.  |
| ------ | ------ | ------ | ------ | ------ | ------ | ------ |
| 20.015 | 23.035 | 26.463 | 26.602 | 27.082 | 26.904 | 25.146 |

## Градови побратими
- Честер
- Лерах
- Сенигалија
- Вишгород
- Фафе